# Condado de Vernon (Missouri)
O Condado de Vernon é um dos 114 condados do Estado americano de Missouri. A sede do condado é Nevada, e sua maior cidade é Nevada. O condado possui uma área de 2 168 km² (dos quais 8 km² estão cobertos por água), uma população de 20 454 habitantes, e uma densidade populacional de 9 hab/km² (segundo o censo nacional de 2000). O condado foi fundado em 1855.